# Kiato
Kiato (griechisch Κιάτο (n. sg.)) ist eine Kleinstadt und Sitz der Gemeinde Sikyona in der griechischen Region Peloponnes. Gleichzeitig bildet sie ohne weitere Untergliederung die Kinotita Sikyona-Kiato (Κοινότητα Σικυώνος-Κιάτου). Kiato liegt 22 km westlich von Korinth.

## Geographie
Kiato liegt auf einem schmalen Streifen Küstenebene der Peloponnes. Schon in etwa 1,5 km Entfernung steigt im Süden das Peloponnesische Bergland an.
Der einzige größere Fluss in der Gemeinde ist der Korinthische Asopos, der südlich von Kiato in den Korinthischen Golf mündet.
Vorgelagerte Orte sind: Kato Diminio (Κάτω Διμηνιo), Kokkinia (Κοκκινιά), Pasio (Πάσιο), Dourvationa (Δουρβατιώνα), Velo (Βέλο) und Nerantza (Νεράντζα).

## Wirtschaft
Die Wirtschaft der Stadt stützt sich vor allem auf den Handel. Die Lage am Golf von Korinth und in der Nähe von Athen zieht im Sommer viele Strandurlauber an.

## Sehenswürdigkeiten
Zu den Sehenswürdigkeiten des Ortes zählen der Hain der Allerheiligsten Jungfrau von Kiato (αλσύλλιο της Παναγίας Κιάτου) mit der Ausgrabungsstätte einer altchristlichen Basilika aus dem 5. Jahrhundert.
Darüber hinaus gibt es archäologische Überreste des antiken Sikyon und das Museum (Αρχαίας Σικυώνας, Βασιλικό) etwa 4 km südwestlich der Stadt zu besichtigen. Die Stadt selbst existierte seit mykenischer Zeit unter dem Namen Sikyon (altgriechisch Σικυών) und war zwischen dem 6. und 2. Jahrhundert v. Chr. sehr bekannt, nachdem Kleisthenes von Sikyon der Tyrann der Stadt war.
Zu dieser Zeit entsprossen der Stadt große Künstler wie der Bildhauer Lysipp.
Bis heute hat sich das antike Theater der Stadt erhalten, in dem jedes Jahr im Sommer antike Dramen aufgeführt werden.

## Verkehr
Kiato ist seit 2004 durch den S-Bahn-ähnlichen Proastiakos gut an den Ballungsraum Athen angebunden; die Fahrtzeit zum Athener Flughafen beträgt gut anderthalb Stunden. Die Verlängerung der Strecke ins rund 100 km westlich liegende Patras ist im Bau.
Parallel zu der Zugstrecke verläuft die griechische A 8, die zwischen Athen und Korinth bereits fertiggestellt ist. Von ihr zweigt in Korinth die A 7 ab, die den Osten und Süden der Peloponnes sowie die Argolis erschließt.
Auch Busverbindungen nach Korinth und Patras sind gut ausgebaut.

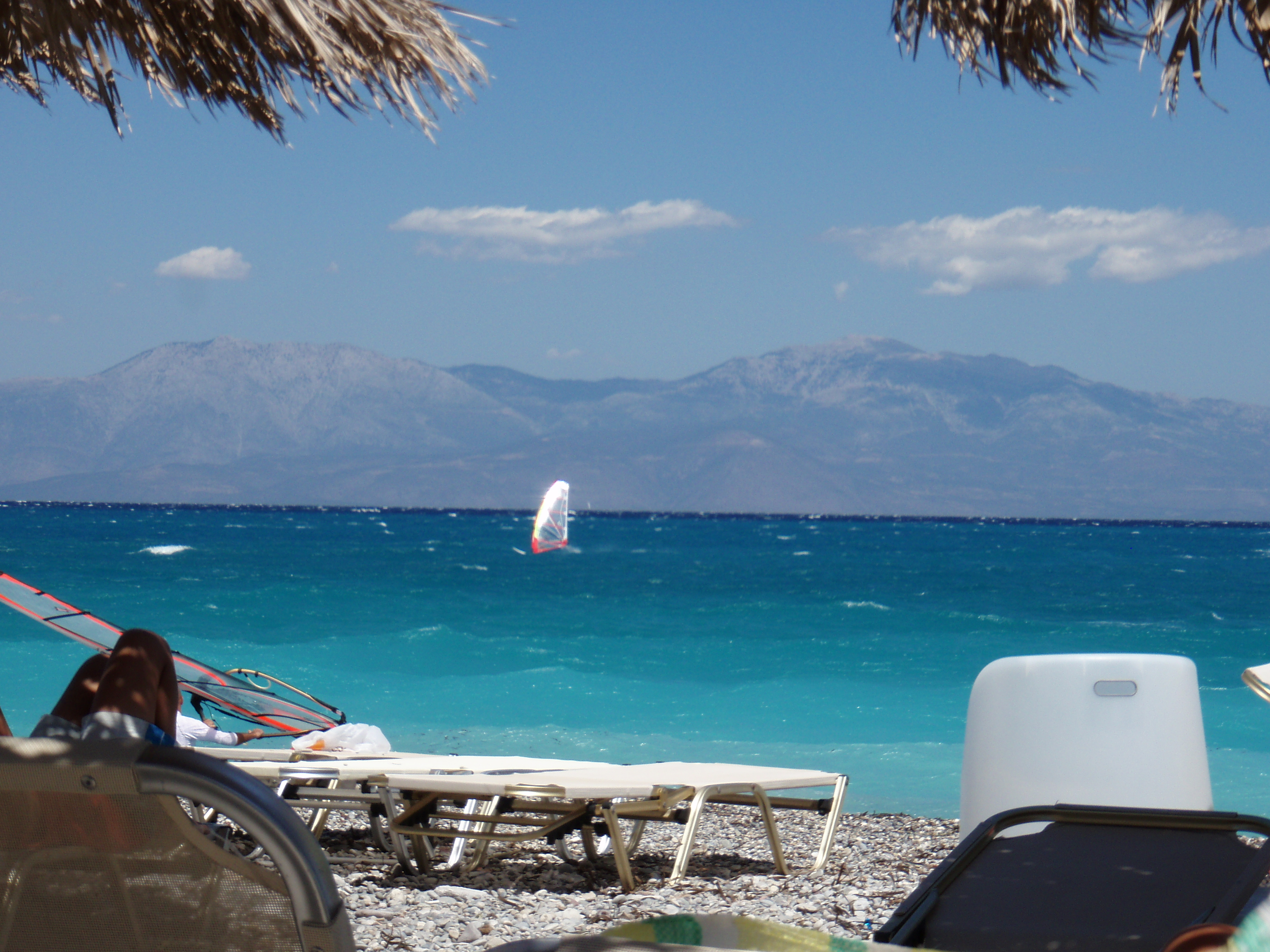
Strand von Kiato mit Blick über den Korinthischen Golf

## Bedeutende Persönlichkeiten
- Romos Fylaris (Ρώμος Φιλύρας), Dichter
- Theodoros Mertikopoulos (Θεόδωρος  Μερτικόπουλος), Wirtschaftsminister – 1961
- Apostolos Predaris (Απόστολος Πρεδάρης), Opernsänger
- Asteris Kovatzis (Αστέρης Κοββατζής), Schriftsteller
- Kostas Paniaras (Κώστας Πανιάρας), Maler
- Nikos Karachlios (Νίκος Καραχάλιος), Dichter
- Giannis Spanos (Γιάννης Σπανός)
- Konstantinos Nikas (Κωνσταντίνος Νίκας), Professor an der Universität Neapel Federico II (?)
- Angelos Papadimitriou (Άγγελος Παπαδημητρίου), Maler
- Lakis Teazis (Λάκης Τεάζης), Dichter
- Kimon Troupis (Κίμων Τρουπής), Journalist
- Markos Lezes (Μάρκος Λεζές), Schauspieler
- Giannis Troupis (Γιάννης Τρουπής), Journalist
- Anastasios Choremis (Αναστάσιος Χωρέμης), Politiker
- Alekos Alexandris (* 1968), Fußballspieler